# 圣墓山方济各会修道院
圣墓山方济各会修道院 （Mount St. Sepulchre Franciscan Monastery）位于美国华盛顿哥伦比亚特区东北区布鲁克兰社区14街与昆西街交汇处。它包括花园，以色列各处圣地以及罗马墓窟的复制品，档案馆、图书馆，以及圣Benignus的圣髑，来自罗马的殉道者墓窟，最初在意大利纳尔尼的主教座堂。

## 历史
1880年，瓦萨尼神父在纽约建立了美国圣地委员会，开始计划在美国建立“圣地在美国”和圣墓。他们设想建在斯塔滕岛一座高山上，俯瞰纽约港的入口。最终，计划更改为在布鲁克兰一个树木繁茂的山顶上。1897年，戈弗雷神父购买这块产业，用于建造修道院和教堂。六名修士住在废弃的房子里。1898年2月破土动工，奠基在圣若瑟瞻礼举行。圣地，花园和玫瑰门廊的建设持续了好多年，最终于1924年9月祝圣。
1992年1月，圣墓山被列入国家史迹名录。

## 建筑
圣墓教堂是由建筑师阿里斯蒂德Leonori设计。1898年奠基，1899年完成。教堂的平面类似于有五个十字的耶路撒冷十字。它采用新拜占庭式风格，类似君士坦丁堡圣索菲亚大教堂，但设计中增加了一些罗马式影响。
环绕教堂的玫瑰门廊由约翰·约瑟夫·欧莱设计。它包含15个小堂，挂满近两百种古代和现代的语言的圣母经。玫瑰门廊类似罗马拉特朗圣若望大殿和城外圣保禄大殿。立面用来自墓窟的各种基督教符号装饰。
附属于教堂的新罗马式修道院有露德洞窟和宝尊堂的复制品。
许多艺术家和建筑师对修道院的发展作出了贡献

## 外部連結
- 官方网站（英文）